# Гипокрея подушковидная
Гипо́крея подушкови́дная (лат. Trichodérma pulvinátum) — вид грибов-аскомицетов, относящийся к роду Триходерма (Trichoderma) семейства Гипокрейные (Hypocreaceae). Широко известен по ранее употреблявшемуся названию телеоморфы Hypócrea pulvináta, в то время как анаморфа ранее названия не имела.
Телеоморфа, преобладающая в цикле развития, часто встречается в качестве микотрофа на плодовых телах трутовиков.

## Описание
Телеоморфа образует белые, затем желтоватые и зеленовато-жёлтые подушковидные стромы, часто срастающиеся в единую массу, 1—150 мм в поперечнике, округлые, вытянутые или неправильные в очертании. Отверстия перитециев коричневатые. Аски 72—88 × 3,3—4,7 мкм, восьмиспоровые. Аскоспоры неокрашенные, гладкостенные до едва шероховатых, двуклеточные, быстро распадающиеся на примерно равные клетки.
Колонии анаморфы на картофельно-декстрозном агаре на третьи сутки 2—3 см в диаметре, с неправильной узорчатой текстурой, с волнистым краем, довольно густые, в центральной части со временем мучнисто-зернистые, ближе к краю — с концентрическими зонами или мелкими беловатыми пятнами. Конидиальное спороношение в культуре наблюдается на 3—4-е сутки роста, в виде одиночных или парных фиалид (иногда в мутовках по три), сконцентрировано в концентрических зонах и беловатых сплетениях гиф, со временем не зеленеет.
На кукурузно-декстрозном агаре колонии на третьи сутки около 2,5 см в диаметре, тонкие, без концентрических зон, с волнисто-лопастным краем, практически без воздушного мицелия. Спороношение проявляется на 3—4-е сутки, от едва выраженного до обильного, в виде одиночных фиалид или на коротких конидиеносцах с мутовками фиалид, иногда сконцентрировано в узких концентрических зонах.
Конидиеносцы простые, с одной фиалидой или с неправильной мутовкой фиалид, иногда дополнительно разветвлённые. Фиалиды 17—38 × 3,3—4,2 мкм, шиловидные, обычно прямые. Конидии гиалиновые, яйцевидные, почти шаровидные или грушевидные, 3,7—8,5 × 3—6 мкм, гладкостенные.

## Экология
Широко распространённый в умеренных регионах Северного полушария вид. Встречается на плодовых телах Fomitopsis pinicola, Piptoporus betulinus, Laetiporus sulphureus, Ganoderma и других трутовиков.

## Таксономия
Trichoderma pulvinatum (Fuckel) Jaklitsch & Voglmayr, Mycotaxon 126: 152 (2013). — Hypocrea pulvinata Fuckel, Jahrb. Nassau. Ver. Naturk. 23—24: 185 (1870 [1869]).